# Ponte degli Alidosi
Il ponte degli Alidosi è un plurisecolare ponte ad arco che attraversa il fiume Santerno. Si trova nel comune di Castel del Rio. Il 20 novembre 1897  è stato riconosciuto come monumento nazionale italiano (regio decreto n° 535).

## Descrizione
Appartenente alla tipologia dei "ponti a schiena d'asino", è dotato di un'unica campata. Probabilmente per necessità strutturali furono realizzate cinque stanze all'interno della struttura, utilizzate dalle guardie per la riscossione delle gabelle (e probabilmente anche come prigione di fortuna).

## Storia
Il ponte fu commissionato nel 1499 da Obizzo II Alidosi all'architetto Andrea Guerrieri con un costo di 500 ducati d'oro e fu completato nel giro di vent'anni. L'obiettivo era quello di simboleggiare la potenza e la stabilità della famiglia Alidosi dopo la perdita della signoria di Imola. Il ponte favorì gli scambi commerciali nella vallata, avvantaggiando economicamente il comune di Castel del Rio, ultimo feudo degli Alidosi.
Fu più volte restaurato: i maggiori interventi si sono tenuti nel 1715, nel 1862 e nel 2011.